# Muscicapa randi
A Muscicapa randi a madarak (Aves) osztályának verébalakúak (Passeriformes) rendjébe, ezen belül a légykapófélék (Muscicapidae) családjába tartozó faj.

## Rendszerezése
A fajt Dean Amadon és John du Pont írták le 1970-ben, a barna légykapó (Muscicapa latirostris) alfajaként Muscicapa latirostris randi néven.

## Előfordulása
A Fülöp-szigetek területén honos. Természetes élőhelyei a trópusi és szubtrópusi síkvidéki esőerdők. Állandó, nem vonuló faj.

## Megjelenése
Testhossza 12,5–14 centiméter.

## Életmódja
Főleg gerinctelenekkel táplálkozik.

## Természetvédelmi helyzete
Az elterjedési területe még elég nagy, de az erdőirtások miatt gyorsan csökken, egyedszáma  6 000-15 000 példány közötti és csökken. A Természetvédelmi Világszövetség Vörös listáján sebezhető fajként szerepel.